# Nlaza
Nlaza von Kongo (ca. 1407–ca. 1450) war ein Herrscher (Mani-Kongo) des zentralafrikanischen Königreichs Kongo (Kongo dya Ntotila/Wene wa Kongo), Er gehörte zur Lukeni kanda-Dynastie. Seine genauen Lebensdaten sind nicht bekannt. Er wurde um 1407 geboren und seine Herrschaft dauerte ungefähr von 1435 bis zu seinem Tod um 1450. Man weiß, dass er ein Cousin des Dynastiegründers Lukeni lua Nimi war. Sein Nachfolger war Nkuwu á Wene (Nkuwu a Ntinu).